# Jules de Grandin

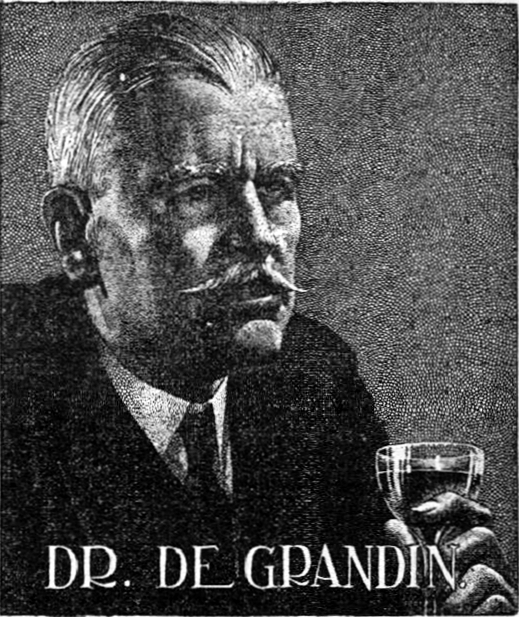
J. de Grandin imaginé par Virgil Finlay… à partir de deux photographies de revues médicales.

Jules de Grandin est un personnage de fiction français, créé par l'écrivain américain Seabury Quinn en octobre 1925 pour le magazine Weird Tales. À travers ses activités de détective de l'occulte, il est le héros de 92 nouvelles et un roman (The devil's bride, ou la fiancée du démon) jusqu'en 1951 (sur les 145 textes de l'auteur publiés par Weird Tales). Treize histoires seulement ont été traduites en français.

## Biographie
Chasseur de fantômes et enquêteur du surnaturel, il est dans la lignée du Harry Dickson de Jean Ray (écrivain également publié sous le pseudonyme de John Flanders en 1934 et 1935 dans Weird Tales où il croisa S. Quinn, dont les histoires ont cependant une explication scientifique), de John Silence de Algernon Blackwood, de Thomas Carnacki de William Hope Hodgson, ou encore de Craig Kennedy par Arthur B. Reeve.
Il doit son existence pérenne à Farnsworth Wright, rédacteur en chef de Weird Tales en 1925, afin de fidéliser les lecteurs de la revue. De Grandin est ainsi devenu le principal héros récurrent de celle-ci avant-guerre.
Il est de père protestant et de mère catholique. Précocement amoureux (sa promise Héloïse, catholique, entrant en définitive dans les ordres comme carmélite), il est âgé d'une quarantaine d'années et de robuste constitution malgré ses écarts alimentaires, son penchant pour les alcools forts et son tabagisme invétéré.
Physiquement, il est décrit comme petit (1,63 m), blond (« quoique français ») mais avec des sourcils châtain foncé, de beaux yeux bleus et une grande bouche, d'allure autoritaire (« militaire » même). Sa fine moustache est cirée en pointes horizontales. Il porte fréquemment un feutre vert incliné sur l'oreille droite, un manteau de tweed gris à col de chinchilla, ainsi que des pantoufles violettes en peau de serpent. Il tient aussi souvent une canne-épée en bois d'ébène. Célibataire galant (mais homophobe et puritain) et glouton (gâteaux à la crème à foison), il jure fréquemment, emploie l'argot parisien et a plus que tendance à parler avec autosatisfaction de lui-même, à la troisième personne. Son phrasé est ampoulé et obsolète. Étant prétentieux de nature, il a tout vu, tout connu et tout entendu. Pionnier dans le traitement de l'« angine pectorale », auteur de plusieurs ouvrages médicaux, ses jurons favoris (et colorés) sont Par la barbe (ou les cornes) du bouc vert!, Nom d'un petit bonhomme bleu (prémonitoire), et Bye blue! (pour « Parbleu ! »)... mais on peut encore trouver (au fil des textes) quelques Nom d'un chou vert!, Par la barbe d'un druide!, Mort d'un rat rouge!, Mort d'un crapaud!, ou encore Pour l'amour d'une grenouille verte! bien sentis.
Docteur en droit et en médecine, il est présenté :
- tantôt comme un officier de la police secrète de Paris (Service de la Sûreté) en mission aux États-Unis (1925),
- tantôt comme un détective français (1926),
- tantôt comme professeur à la Sorbonne (« l'un des principaux scientifiques et criminologistes du monde ») (1926),
- tantôt comme un simple médecin (« l'un des meilleurs anatomistes et physiologistes de la Faculté de Paris »[5]), devenu chirurgien avant le premier conflit mondial (1928),
- tantôt comme un ancien agent secret, durant la guerre (1928).

Il a de multiples dons, dont le mesmérisme (hypnose).
Il est le plus fréquemment accompagné du Dr Samuel Towbridge comme faire-valoir (avatar du docteur Watson apparu dans The horror on the link, alors qu'il effectue son premier voyage aux États-Unis en 1925 pour étudier de nouvelles techniques d'investigations policières et de nouvelles recherches médicales), quinquagénaire poli et affable, de parenté originaire du New Jersey. Médecin généraliste lui aussi célibataire, républicain membre de l'église épiscopale et de l'ordre du Temple, il héberge le héros au 903 Susquehanna Avenue. Tous deux vivent à  Harrisonville sous la protection des dieux lares (petite ville fictive proche de New York -et de la mythique Arkham- infestée de monstres, de scientifiques malveillants, ainsi que par les phénomènes surnaturels), et de leur gouvernante Miss Nora McGinnis, un fin cordon bleu. Le sergent Costello (d'origine irlandaise et irascible) fait fréquemment appel à leurs services, parfois rémunérés (par l'assureur Lloyd's par exemple). De Grandin est de temps à autre assisté par deux coroners, Mister Martin et l'antipathique Dame Parnell.
En 1939, il rentre en France pour défendre son pays, puis se retrouve en Syrie en 1940. Devenu combattant de la France libre, il obtient le grade de capitaine et devient officier de liaison. Il est promu commandant en 1944. Agent du contre-espionnage français, Grandin voyage souvent après-guerre dans l'empire colonial de son pays, en Afrique et en Indochine.
Son seul maître est un oriental, le docteur Hussein Obeyid. Un collègue de la Sûreté parisienne (Georges-Jean-Jacques-Joseph-Marie Renouard), un baron britannique désargenté (Hiji Ingraham), et un couple de népalais (les Ram Chitra Das) peuvent parfois lui apporter leur concours.
The tenants of Broussac (intrigue se déroulant à Rouen) est un texte retenu en mars 1933 pour les 10 ans du mensuel, comme l'une des "7 meilleures histoires de Weird Tales" à l'époque, par référendum auprès du lectorat.

## Distinctions
- Commandeur de la Légion d'honneur
- Croix de Guerre française
- Croix de Guerre belge
- Médaille militaire
- Médaille pour la Valeur italienne

## Citations
Jules de Grandin:
- Immediately!
- At once! (sur-le-champ!)
- Right away! (fissa!)
- Precisely! (de facto!)
- ...Me? I am de Gradin!

Son père-créateur:
- Si le ciel dans sa bonté m’avait octroyé le bonheur d’avoir un fils,
je lui aurais strictement interdit d’étudier la médecine.
Il va sans dire que s'il avait choisi une autre profession,
je l’aurais étranglé ![7]

## Anecdotes
- S. Quinn (Seabury Grandin Quinn, Grandin étant le nom de sa mère d'ascendance française) fit également des études de droit ET de médecine, à Washington D.C., où il exerça le métier d'avocat et de conseiller juridique ;
- Les américains Edgar Allan Poe (The mystery of Marie Rogêt, 1842), puis Robert W. Chambers (The king in yellow), et Howard Philips Lovecraft (The music of Erich Zann) publièrent également des récits ayant alors pour cadre la France ;
- Dès sa première nouvelle publiée dans Weird Tales (The phantom farnhouse en 1923), S. Quinn emploie des tournures françisées dans son texte (loop pour loup-garou…) ;
- Le nom de famille Grandin est un ancien sobriquet affectueux signifiant le petit grand; l'auteur emploie d'ailleurs parfois les termes de mon petit et même de mon petit oison[8] (le petit de l'oie et du cygne) dans la bouche des amis de son personnage vedette. Il sert aussi indirectement à mettre en valeur l'orgueil de celui-ci ;
- Après plus de soixante aventures de son personnage, S. Quinn ne savait toujours pas à quoi il ressemblait vraiment[9].

## Aventures de Jules de Grandin

### Publication originale

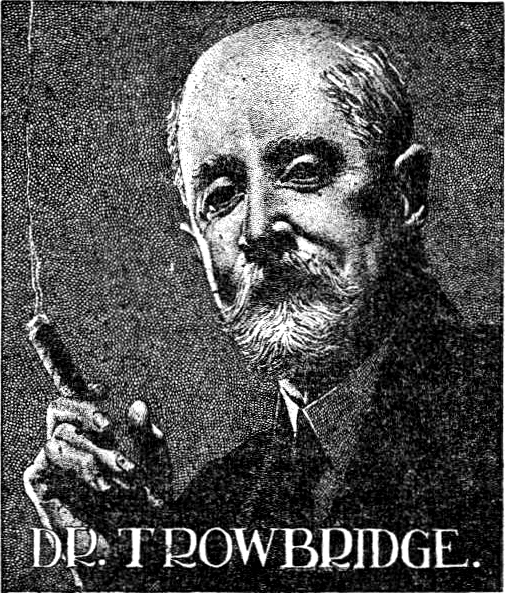
Le D S. Trowbridge (déjà apparu dans la nouvelle The stone image pour la revue The Thrill Book en 1919).

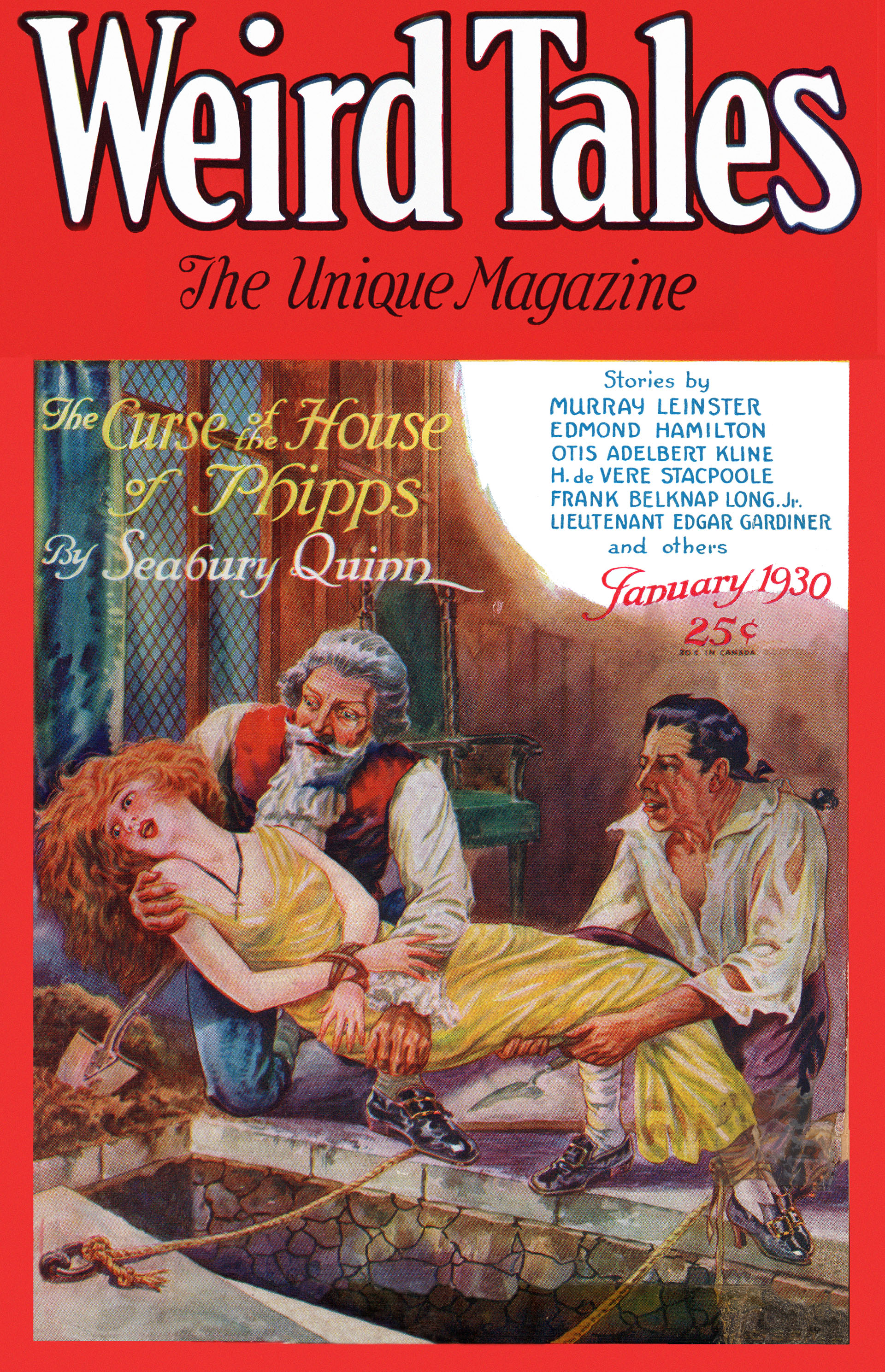
The Doom of the House of Phipps (janvier 1930).

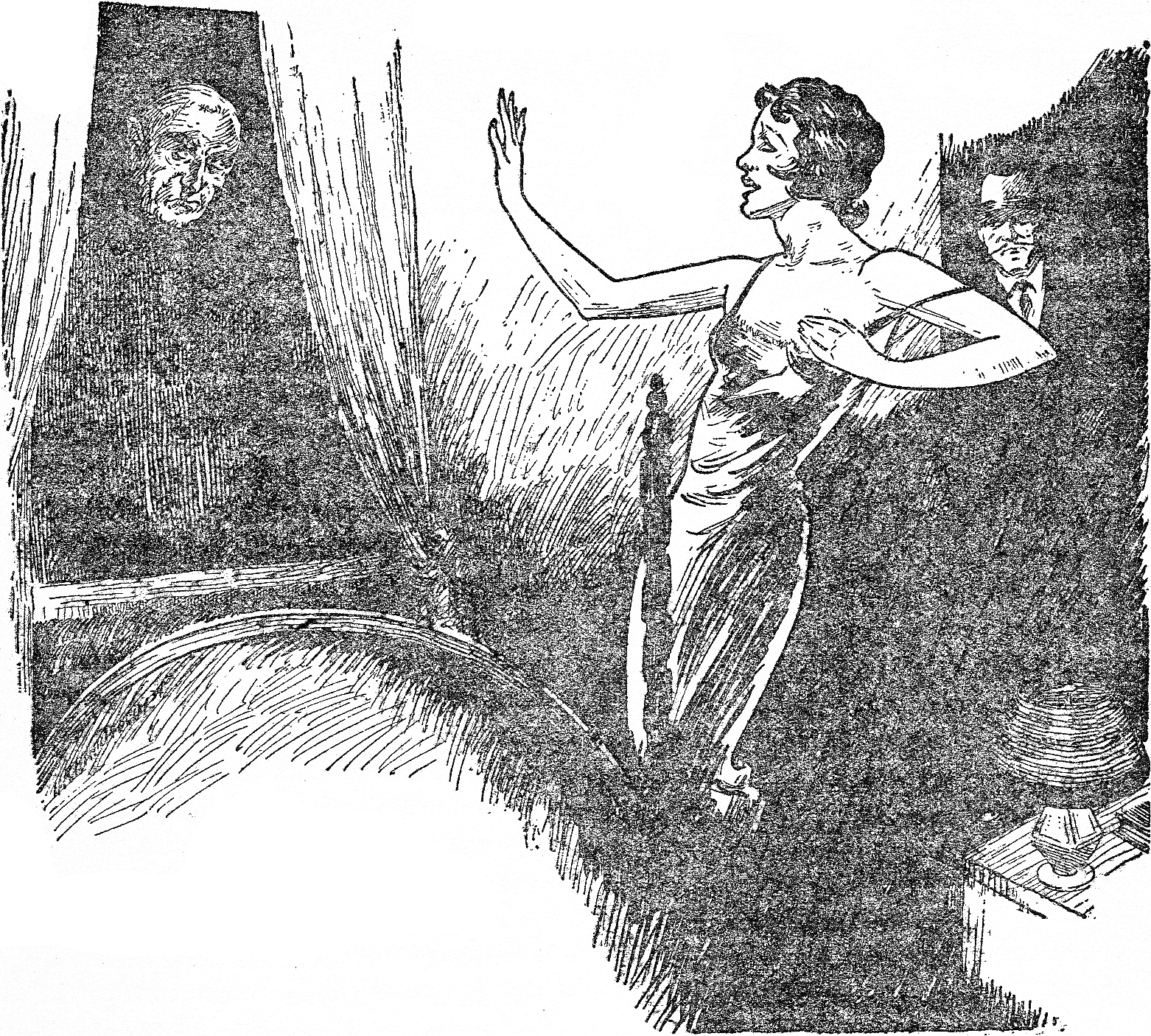
The jest of Warburg Tantavul (septembre 1934).

Seabury Quinn a publié quatre-vingt-treize aventures du détective Jules de Grandin à travers quatre-vingt-douze nouvelles et un roman (The Devil’s Bride publié entre février et juillet 1932).
1. Terror on the Links (octobre 1925) aussi connu sous le titre Horror on the Links[10].
2. The Tenants of Broussac (Decembre 1925)
3. The Isle of Missing Ships (février 1926)
4. The Vengeance of India (avril 1926)
5. The Dead Hand (mai 1926)
6. The House of Horror (juillet 1926)
7. Ancient Fires (septembre 1926)
8. The Great God Pan (octobre 1926)
9. The Grinning Mummy (novembre 1926)
10. The Man Who Cast No Shadow (février 1927)
11. The Blood Flower (mars 1927)
12. The Veiled Prophetess (mai 1927)
13. The Curse of Everand Maundy (juillet 1927)
14. Creeping Shadows (août 1929)
15. The White Lady of the Orphanage (septembre 1927)
16. The Poltergeist (octobre 1927)
17. The Gods of East and West (janvier 1928)
18. Mephistopheles and Company Ltd. (février 1928)
19. The Jewel of the Seven Stones (avril 1928)
20. The Serpent Woman (juin 1928)
21. Body and Soul (septembre 1928)
22. Restless Souls (octobre 1928)
23. The Chapel of Mystic Horror (décembre 1928)
24. The Black Master (janvier 1929)
25. The Devil-People (février 1929)
26. The Devil's Rosary (avril 1929)
27. The House of the Golden Masks (juin 1929)
28. The Corpse-Master (juillet 1929)
29. Trespassing Souls (septembre 1929)
30. The Silver Countess (octobre 1929)
31. The House Without a Mirror (novembre 1929)
32. Children of Ubasti (décembre 1929)
33. The Curse of the House of Phipps (janvier 1930) aussi connu sous le titre The Doom of the House of Phipps
34. The Drums of Damballah (mars 1930)
35. The Dust of Egypt (avril 1930)
36. The Brain-Thief (mai 1930)
37. The Priestess of the Ivory Feet (juin 1930)
38. The Bride of Dewer (juillet 1930)
39. Daughter of the Moonlight (août 1930)
40. The Druid's Shadow (octobre 1930)
41. Stealthy Death (novembre 1930)
42. The Wolf of St. Bonnot (décembre 1930)
43. The Lost Lady (janvier 1931)
44. The Ghost-Helper (février 1931)
45. Satan's Stepson (septembre 1931)
46. The Devil’s Bride (février à juillet 1932)
47. The Dark Angel (août 1932)
48. The Heart of Siva (octobre 1932)
49. The Bleeding Mummy (novembre 1932)
50. The Door to Yesterday (décembre 1932)
51. A Gamble in Souls (janvier 1933)
52. The Thing in the Fog (mars 1933)
53. The Hand of Glory (juillet 1933)
54. The Chosen of Vishnu (août 1933)
55. Malay Horror (septembre 1933)
56. The Mansion of Unholy Magic (octobre 1933)
57. Red Gauntlets of Czerni (décembre 1933)
58. The Red Knife of Hassan (janvier 1934)
59. The Jest of Warburg Tantavul (septembre 1934)
60. The Hands of the Dead (janvier 1935)
61. The Black Orchid (août 1935)
62. The Dead-Alive Mummy (octobre 1935)
63. A Rival From the Grave (janvier 1936)
64. Witch-House (novembre 1936)
65. The Children of the Bat (janvier 1937)
66. Satan's Palimpsest (septembre 1937)
67. Pledged to the Dead (octobre 1937)
68. Living Buddhess (novembre 1937)
69. Flames of Vengeance (décembre 1937)
70. Frozen Beauty (février 1938)
71. Incense of Abomination (mars 1938)
72. Suicide Chapel (juin 1938)
73. The Venomed Death of Vengeance (août 1938)
74. Black Moon (octobre 1938)
75. The Poltergeist of Swan Upping (février 1939)
76. The House Where Time Stood Still (mars 1939)
77. Mansions in the Sky (juin-juillet 1939)
78. The House of the Three Corpses (août 1939)
79. Stoneman’s Memorial (mai 1942)
80. Death's Bookkeeper (juillet 1944)
81. The Green God's Ring (janvier 1945)
82. Lords of the Ghostlands (mars 1945)
83. Kurban (janvier 1946)
84. The Man in the Crescent Terrace (mars 1946)
85. Three in Chains (mai 1946)
86. Catspaws (juillet 1946)
87. Lotte (septembre 1946)
88. Eyes in the Dark (novembre 1946)
89. Clair de Lune (novembre 1947)
90. Vampire Kith and Kin (mai 1949)
91. Conscience Maketh Cowards (novembre 1949)
92. The Body Snatchers (novembre 1950)
93. The Ring of Bastet (septembre 1951)

### Publication française

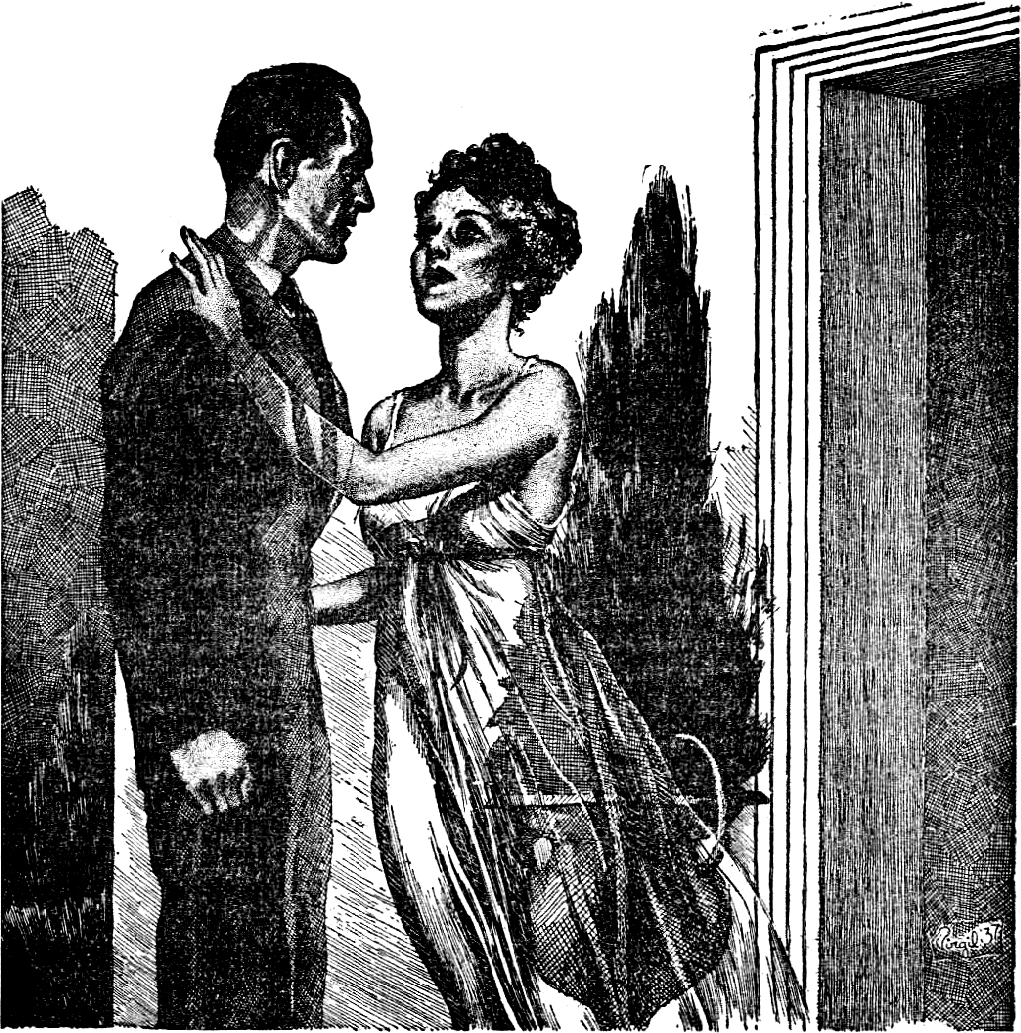
Représentation dans Pledged to the dead (nouvelle de 1937).

Seules treize histoires ont fait l’objet d’une traduction en français et d’une publication dans des anthologies :
- 1971 : Dans l'épouvante (Christian Bourgois, traduction de Georges H. Gallet)
  - La fiancée du démon (1932)
- 1975 : 13 histoires de sorcellerie (André Gérard, anthologie par Albert van Hagelan et Jean-Baptiste Baronian)
  - La ferme fantôme (1923)
- 1975 à 1979 : Les meilleurs récits de Weird Tales  (vol. 1, 2, et 3, J'ai Lu, introductions de Jacques Sadoul)
  - La malédiction des Phipps (1930)
  - La farce de Warburg Tantavul (1934)
  - Routes (1938)
- 1979 : Les archives de Jules de Grandin (Le masque fantastique, Librairie des Champs-Élysées, préface Docteur de Grandin, je présume ? par Danny de Laet)
  - Terreur au golf (1925)
  - La malédiction d'Everard Maundy (1927)
  - Le Poltergeist (1927)
  - Les descendants d'Ubasti (1929)
  - La mort venue de loin (1930)
- 1996 : Jules de Grandin, le Sherlock Holmes du surnaturel (Fleuve noir, préface de Francis Saint-Martin)
  - La malédiction de Broussac (1925)
  - La chapelle de l'horreur mystique (1928)
  - La fiancée du démon (1932)
- 1999 : Le bal des loups-garous (Denoël, coll. Lunes d'Encre, anthologie par Barbara Sadoul)

## Hommage
- (en) Artahe : The Legacy of Jules de Grandin, Philippe Ward (adapté par David Kirshbaum), Black Coat Press, 23 novembre 2004.